# Signmark
Signmark (настоящее имя Марко Вуорихеймо, фин. Marko Vilhelm Vuoriheimo; род. 1978) — глухой финский рэпер. Стал первым глухим музыкантом, подписавшим контракт с одним из ведущих музыкальных лейблов — Warner Music.

## Биография
Родился 26 июня 1978 года в Хельсинки, с рождения глухой.
Музыка привлекла Марко ещё в детстве, когда рождественские колядки он впервые научился исполнять на языке жестов. Для совершенствования своего исполнения много времени проводил перед зеркалом.
Его альбомы выходят одновременно на CD, где записаны звуковые дорожки с вокалом, и на DVD, где он исполняет каждый трек на финском жестовом языке. Signmark даёт много концертов по всему миру, при этом в ритме он ориентируется по вибрации бита и басовой линии и рифмует на языке жестов.
Signmark был одним из финских музыкантов, соревнующихся в национальной квалификации, чтобы представлять страну на «Евровидении-2009». Вместе с Осмо Иконеном исполнял песню Speakerbox.
В 2008 году Signmark побывал в России, посетив фестиваль «Звезда надежды», проходивший в Санкт-Петербурге. До 2009 года он выступал вместе с Хейки Сойни и Кимом Эромом. После этого коллектив распался, и Марко Вуорихеймо подписал персональный контракт с лейблом Warner Music.

## Дискография
Дебютный альбом Signmark был выпущен 29 ноября 2006 года. В альбоме восемь песен, многие из которых касались истории и культуры финского сообщества.
- Signmark[англ.] (2006)
- Breaking The Rules (2010)[4]
- Silent Shout (2014)[5]